# Heinrich Henes

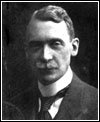
Heinrich Henes (1919)

Heinrich Henes (* 22. Oktober 1876 in Santiago de Chile; † 31. Juli 1961 in Stuttgart) war ein deutscher Architekt, der in Stuttgart lebte.

## Leben
Spätestens zum Wintersemester 1897/98 begann Henes ein Architekturstudium an der Technischen Hochschule Stuttgart, zeitweise auch an der Technischen Hochschule (Berlin-Charlottenburg). Nach einem Referendariat und dem bestandenen 2. Staatsexamen wurde er um 1905 zum Regierungsbaumeister (Assessor in der öffentlichen Bauverwaltung) ernannt. Bereits nach einem Jahr gab er den Staatsdienst auf, um ein eigenes Büro in Stuttgart und bald darauf ein Zweigbüro in Ludwigshafen zu eröffnen. 1910 übernahm er als Professor eine Lehrtätigkeit für Hochbauwesen an der Baugewerksschule (heutige Hochschule für Technik) Stuttgart, die er bis zu seinem 71. Lebensjahr ausübte.
Henes war verheiratet mit Ilse geb. Krais (* 1884), einer Tochter des renommierten Stuttgarter Druckereibesitzers und Verlegers Felix Krais (1853–1937) und dessen Ehefrau Annie Krais geb. Bücking.
Stilistisch orientierte sich Henes bei seinen Industrie- und Verkehrsbauten am Klassizismus der Zeit um 1800, der sich durch Symmetrie und Schlichtheit auszeichnet.

## Bauten und Entwürfe
- 1910: Villa für den Chemiker Dr. phil. Paul Krais in Tübingen, Wilhelmstraße 105[5]
- 1910: Rathaus, Friedhofsanlage und Industriegebäude in Frankenthal (Pfalz)[1]
- 1910–1911: Chemisches Laboratorium der Pulverfabrik Rottweil im Neckartal bei Rottweil
- 1911: (Wettbewerbsentwurf), 1912–1914: Altertumsmuseum (als Ausbau der Ruine der ehemaligen Stiftskirche St. Maria Magdalena) in Frankenthal (Pfalz) (nach schweren Kriegsschäden rückgebaut auf den Zustand vor 1912)[1]
- 1911: Einfamilienhaus Goetheplatz 6 in Ludwigsburg
- 1912: Fabrikantenvilla in der Emisau, Fa. E. Holtzmann & Cie. in Weisenbach[6]
- 1912–1913: Tal- und Bergstation der Merkurbergbahn in Baden-Baden
- 1912–1913: Marmorsaal[7] und Teehaus im heutigen Weißenburgpark in Stuttgart
- 1914–1921: Evangelische Kirche und Pfarrhaus in Maxdorf[1]

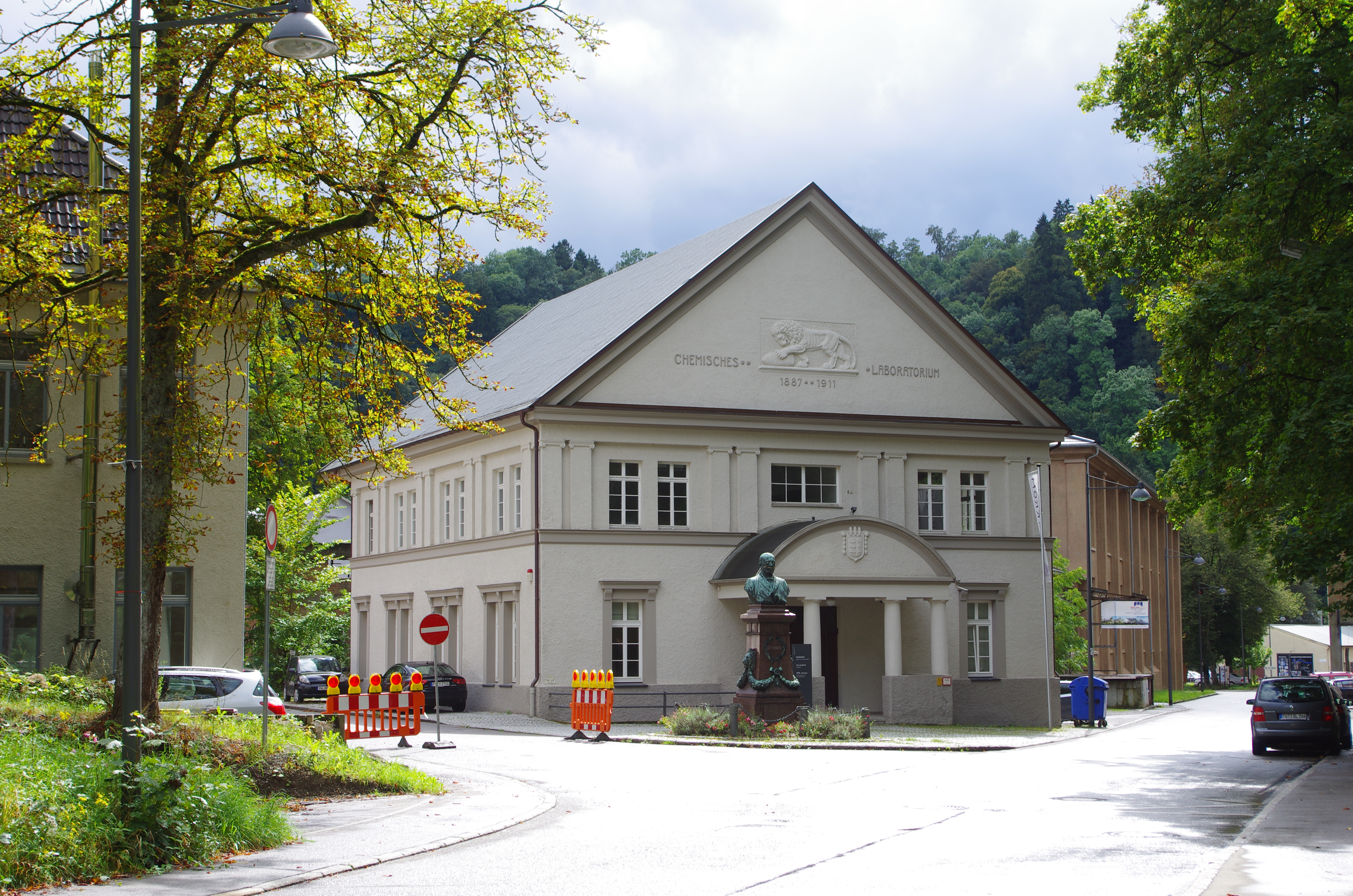
Chemisches Laboratorium der Pulverfabrik Rottweil (2014)
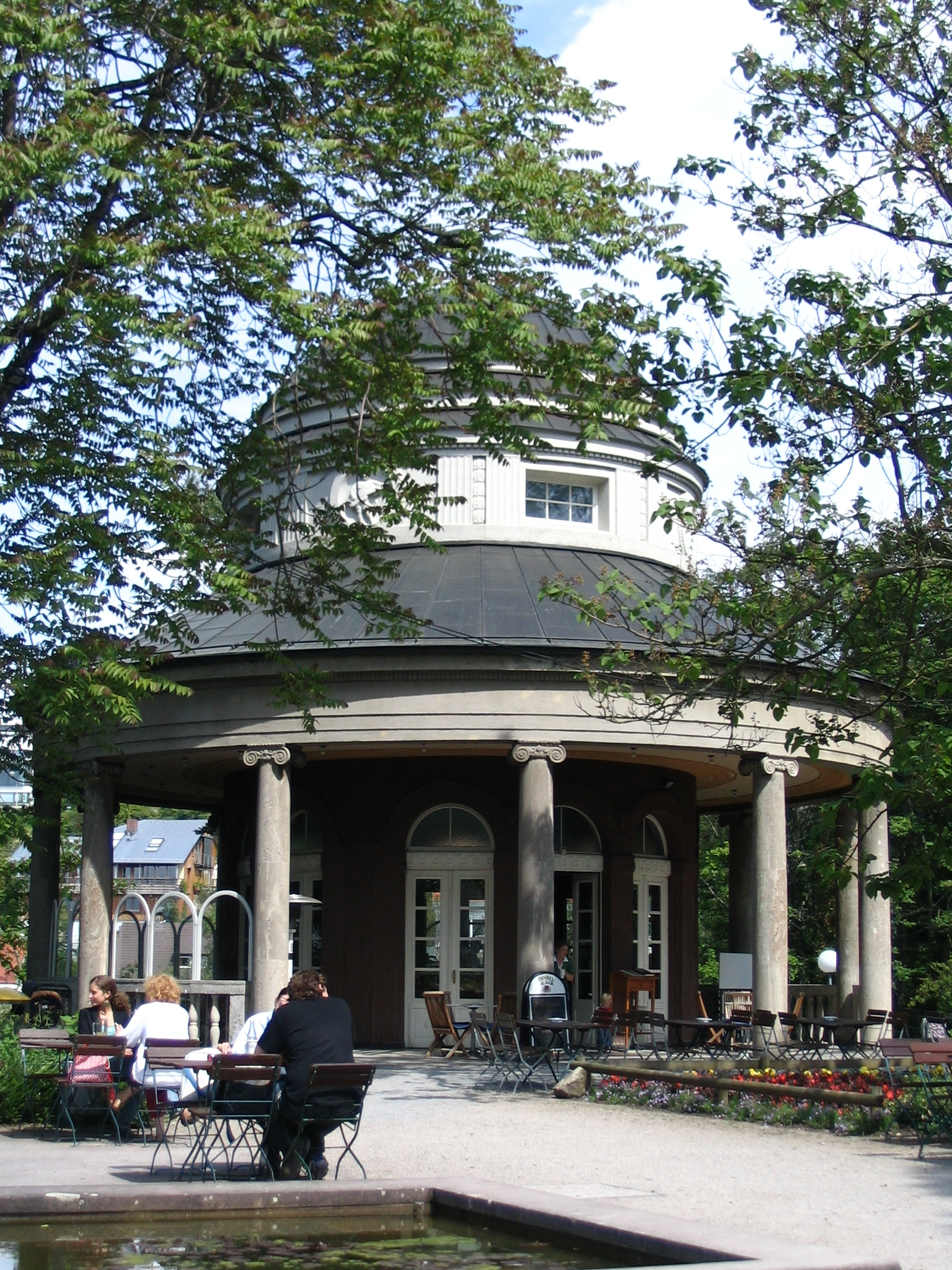
Teehaus im Stuttgarter Weißenburgpark (2006)
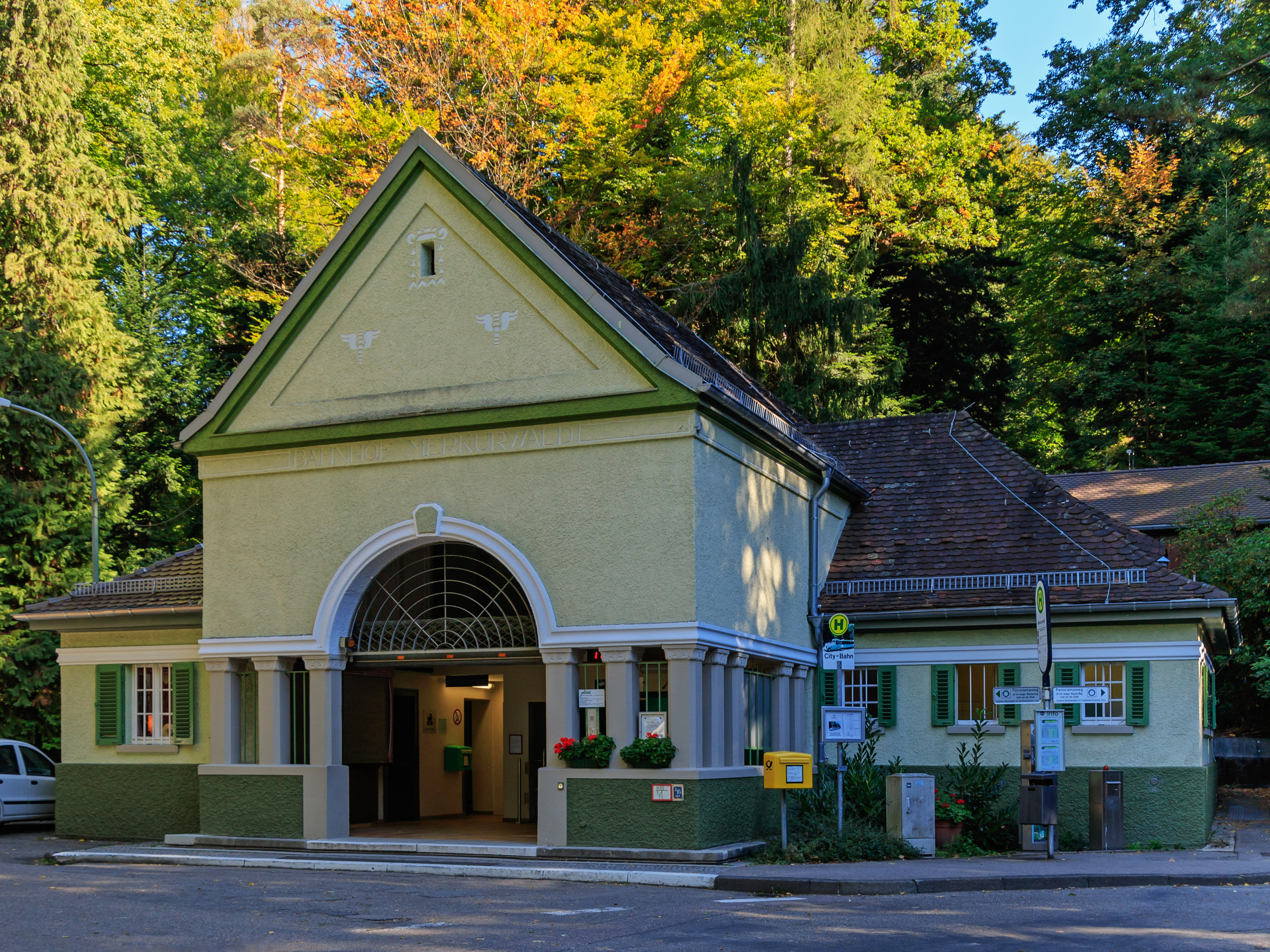
Talstation der Merkurbergbahn (2015)
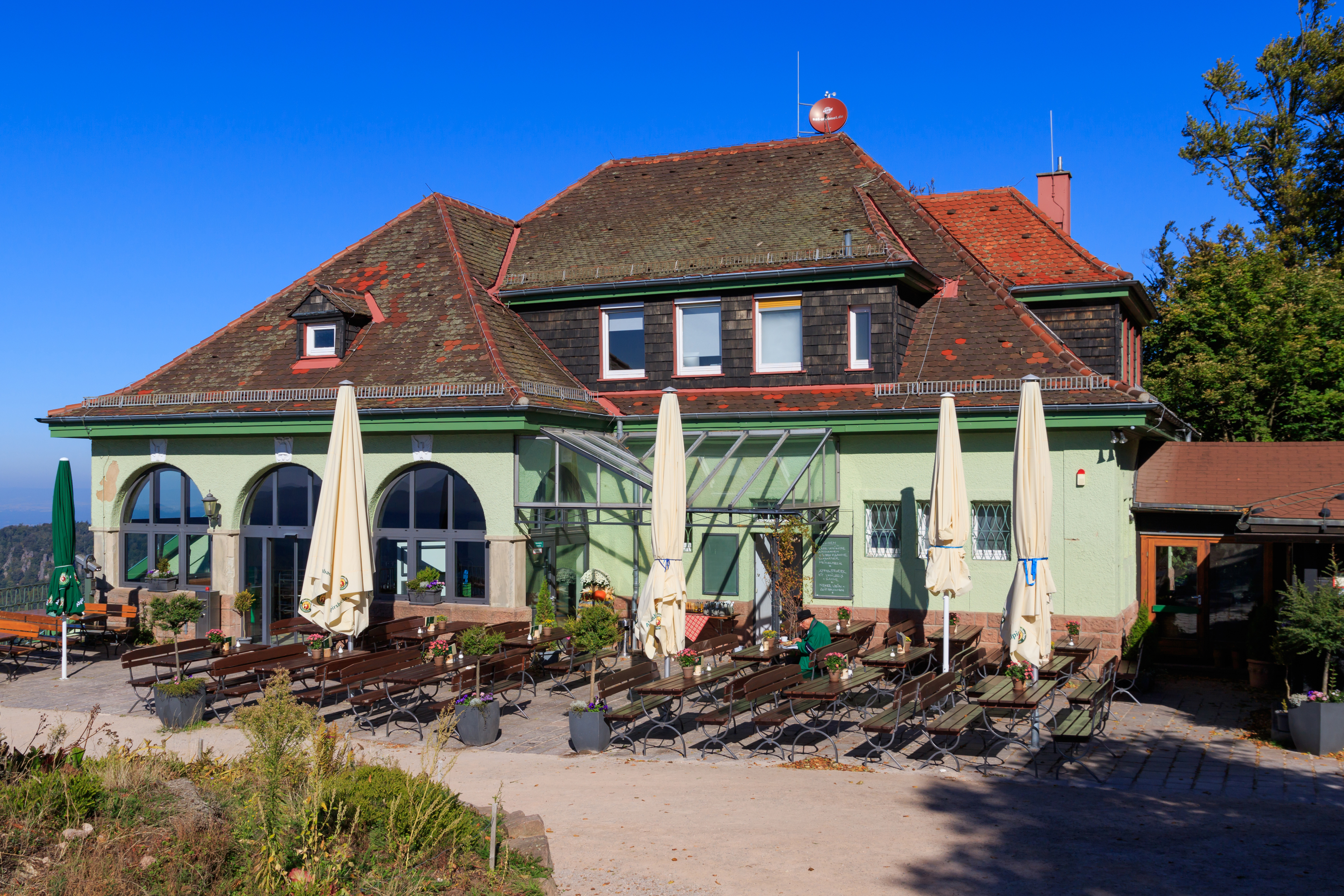
Bergstation der Merkurbergbahn (2015)
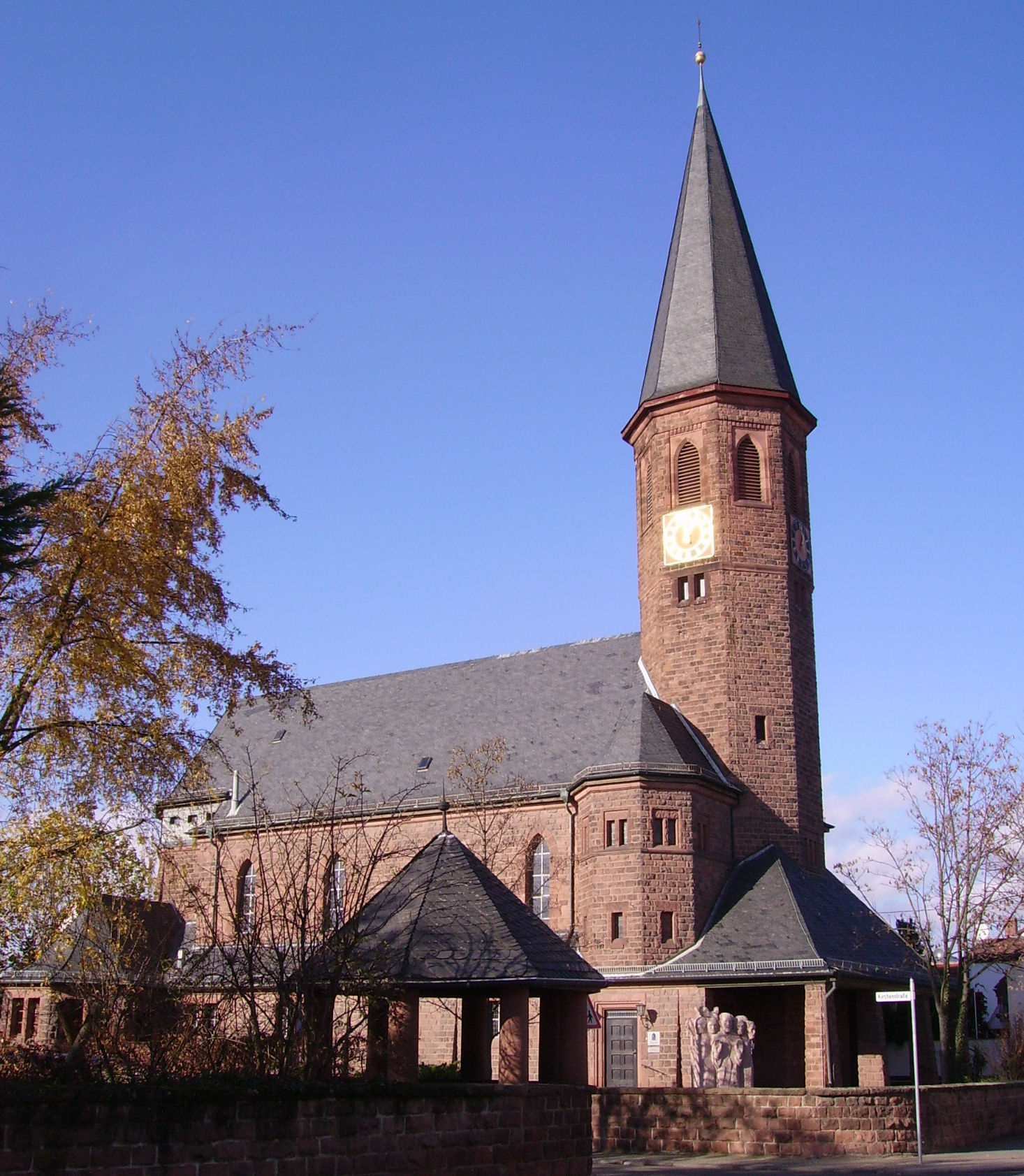
Evangelische Kirche in Maxdorf (2008)